# Mimastra cyanura
Mimastra cyanura is een keversoort uit de familie bladkevers (Chrysomelidae). De wetenschappelijke naam van de soort werd in 1831 gepubliceerd door Frederick William Hope.
Deze soort is aan te treffen op de amandelboom.